# Везмен
Везмен или Везме (грч. Εξοχή, Ексохи) је насељено место у општини Зрново у периферији Источна Македонија и Тракија, Грчка. Према попису из 2021. године било је 106 становника.
Према бугарском географу и историчару, Василу Канчову, у Везмену је 1900. године живело 750 Словена хришћана, 522 Турака и 15 Аромуна. Године 1923—1924. турско становништво је принудно исељено у Турску и већина словенског у Бугарску (507 особа), а на њихово место је насељено више од 170 грчких избегличких породица, укупно 617 особа. На попису из 1928. године Везмен је имао 734 становника, од чега 117 Словена а остали Грци.